# 14e étape du Tour d'Espagne 2022
Pour un article plus général, voir Tour d'Espagne 2022.
La 14e étape du Tour d'Espagne 2022 se déroule le samedi 3 septembre 2022 de Montoro à la Sierra de la Pandera (Andalousie), sur une distance de 160,3 km.

## Parcours
Cette étape, jusque là sans difficulté majeure, prend de la hauteur pour ses 22 derniers kilomètres. Les coureurs y grimpent alors successivement le Puerto de los Villares (col de 2e catégorie, 10,4 km avec une pente moyenne de 5,5 %), puis, après un court répit, la Sierra de la Pandera (col de 1re catégorie, 8,4 km avec une pente moyenne de 7,8 % et des passages à 15 %) au sommet de laquelle se situe la ligne d'arrivée.

## Déroulement de la course
Après quelques tentatives avortées, une échappée durable se forme à 85 km du terme. Elle se compose de huit hommes : Clément Champoussin (AG2R Citroën), Luis Leon Sanchez (Bahrain Victorious), Bruno Armirail (Groupama-FDJ), Filippo Conca (Lotto Soudal), Kenny Elissonde et le maillot vert vainqueur la veille Mads Pedersen (Trek-Segafredo), Alexey Lutsenko (Astana) et Richard Carapaz (Ineos Grenadiers), lauréat de la 12e étape. Une dizaine de kilomètres plus loin, cette échappée est rejointe par Marco Brenner (Team DSM) et Raúl García Pierna (Kern Pharma). Les dix fuyards obtiennent un avantage maximum de plus de 4 minutes sur le peloton. Lors de l'ascension du  Puerto de Los Villares, les attaques se succèdent et les positions en tête changent constamment. Au sommet (à 12 km de l'arrivée), Sanchez passe seul en tête avec 15 secondes d'avance sur Carapaz, Elissonde, Champoussin, Lutsenko et Conca. Le peloton pointe à 2 minutes 40 secondes. Dans la courte descente, Carapaz fond sur Sanchez. Champoussin et ensuite Conca reviennent aussi en tête de la course dans l'ultime ascension du jour dans la Sierra de la Pandera. Mais Carapaz attaque à 4 km du sommet et s'isole en tête. Au même moment, dans le groupe maillot rouge, Primož Roglič (Jumbo-Visma) place une attaque à laquelle ses adversaires directs ne peuvent répondre dans un premier temps. Miguel Ángel López (Astana) et Enric Mas (Movistar) sont les seuls à revenir sur le Slovène. Aux 1 300 m, Mas ne peut suivre Roglič et López. Richard Carapaz résiste au retour de López et Roglič et signe sa seconde victoire dans cette Vuelta. Au classement général, Roglič reprend 52 secondes à Remco Evenepoel, un moment en difficulté, qui termine 8e de l'étape mais conserve son maillot rouge.

## Résultats

### Classement de l'étape
| \| Classement de l'étape \| Classement de l'étape \| Classement de l'étape \| Classement de l'étape \| Classement de l'étape \| \| Coureur \| Coureur \| Pays \| Équipe \| Temps \| \| --------------------- \| --------------------- \| --------------------- \| ---------------------- \| --------------------- \| \| 1er \| Richard Carapaz \| Équateur \| Ineos Grenadiers \| 4 h 09 min 27 s \| \| 2e \| Miguel Ángel López \| Colombie \| Astana Qazaqstan Team \| + 8 s \| \| 3e \| Primož Roglič \| Slovénie \| Jumbo-Visma \| + 8 s \| \| 4e \| João Almeida \| Portugal \| UAE Team Emirates \| + 27 s \| \| 5e \| Carlos Rodríguez \| Espagne \| Ineos Grenadiers \| + 36 s \| \| 6e \| Enric Mas \| Espagne \| Movistar Team \| + 36 s \| \| 7e \| Thymen Arensman \| Pays-Bas \| Team DSM \| + 51 s \| \| 8e \| Remco Evenepoel \| Belgique \| Quick-Step Alpha Vinyl \| + 56 s \| \| 9e \| Juan Ayuso \| Espagne \| UAE Team Emirates \| + 56 s \| \| 10e \| Wilco Kelderman \| Pays-Bas \| Bora-Hansgrohe \| + 1 min 24 s \| |                    |          |                        |                 |
| |                    |          |                        |                 |
| Source : ProCyclingStats |                    |          |                        |                 |
| Classement de l'étape |                    |          |                        |                 |
| Coureur | Coureur            | Pays     | Équipe                 | Temps           |
| 1er | Richard Carapaz    | Équateur | Ineos Grenadiers       | 4 h 09 min 27 s |
| 2e | Miguel Ángel López | Colombie | Astana Qazaqstan Team  | + 8 s           |
| 3e | Primož Roglič      | Slovénie | Jumbo-Visma            | + 8 s           |
| 4e | João Almeida       | Portugal | UAE Team Emirates      | + 27 s          |
| 5e | Carlos Rodríguez   | Espagne  | Ineos Grenadiers       | + 36 s          |
| 6e | Enric Mas          | Espagne  | Movistar Team          | + 36 s          |
| 7e | Thymen Arensman    | Pays-Bas | Team DSM               | + 51 s          |
| 8e | Remco Evenepoel    | Belgique | Quick-Step Alpha Vinyl | + 56 s          |
| 9e | Juan Ayuso         | Espagne  | UAE Team Emirates      | + 56 s          |
| 10e | Wilco Kelderman    | Pays-Bas | Bora-Hansgrohe         | + 1 min 24 s    |

## Classements à l'issue de l'étape

### Classement général
| \| Classement général \| Classement général \| Classement général \| Classement général \| Classement général \| \| Coureur \| Coureur \| Pays \| Équipe \| Temps \| \| ------------------ \| ------------------ \| ------------------ \| ---------------------- \| ------------------ \| \| 1er \| Remco Evenepoel \| Belgique \| Quick-Step Alpha Vinyl \| 52 h 21 min 33 s \| \| 2e \| Primož Roglič \| Slovénie \| Jumbo-Visma \| + 1 min 49 s \| \| 3e \| Enric Mas \| Espagne \| Movistar Team \| + 2 min 43 s \| \| 4e \| Carlos Rodríguez \| Espagne \| Ineos Grenadiers \| + 3 min 46 s \| \| 5e \| Juan Ayuso \| Espagne \| UAE Team Emirates \| + 4 min 53 s \| \| 6e \| Miguel Ángel López \| Colombie \| Astana Qazaqstan Team \| + 6 min 02 s \| \| 7e \| João Almeida \| Portugal \| UAE Team Emirates \| + 6 min 49 s \| \| 8e \| Wilco Kelderman \| Pays-Bas \| Bora-Hansgrohe \| + 6 min 56 s \| \| 9e \| Tao Geoghegan Hart \| Royaume-Uni \| Ineos Grenadiers \| + 8 min 49 s \| \| 10e \| Ben O'Connor \| Australie \| AG2R Citroën Team \| + 9 min 12 s \| |                    |             |                        |                  |
| |                    |             |                        |                  |
| Source : ProCyclingStats |                    |             |                        |                  |
| Classement général |                    |             |                        |                  |
| Coureur | Coureur            | Pays        | Équipe                 | Temps            |
| 1er | Remco Evenepoel    | Belgique    | Quick-Step Alpha Vinyl | 52 h 21 min 33 s |
| 2e | Primož Roglič      | Slovénie    | Jumbo-Visma            | + 1 min 49 s     |
| 3e | Enric Mas          | Espagne     | Movistar Team          | + 2 min 43 s     |
| 4e | Carlos Rodríguez   | Espagne     | Ineos Grenadiers       | + 3 min 46 s     |
| 5e | Juan Ayuso         | Espagne     | UAE Team Emirates      | + 4 min 53 s     |
| 6e | Miguel Ángel López | Colombie    | Astana Qazaqstan Team  | + 6 min 02 s     |
| 7e | João Almeida       | Portugal    | UAE Team Emirates      | + 6 min 49 s     |
| 8e | Wilco Kelderman    | Pays-Bas    | Bora-Hansgrohe         | + 6 min 56 s     |
| 9e | Tao Geoghegan Hart | Royaume-Uni | Ineos Grenadiers       | + 8 min 49 s     |
| 10e | Ben O'Connor       | Australie   | AG2R Citroën Team      | + 9 min 12 s     |

| Classement par points | Classement par points | Classement par points | Classement par points  | Classement par points |
| Coureur               | Coureur               | Pays                  | Équipe                 | Points                |
| --------------------- | --------------------- | --------------------- | ---------------------- | --------------------- |
| 1er                   | Mads Pedersen         | Danemark              | Trek-Segafredo         | 267 pts               |
| 2e                    | Primož Roglič         | Slovénie              | Jumbo-Visma            | 96 pts                |
| 3e                    | Marc Soler            | Espagne               | UAE Team Emirates      | 96 pts                |
| 4e                    | Fred Wright           | Royaume-Uni           | Bahrain Victorious     | 96 pts                |
| 5e                    | Remco Evenepoel       | Belgique              | Quick-Step Alpha Vinyl | 94 pts                |
| 6e                    | Samuele Battistella   | Italie                | Astana Qazaqstan Team  | 91 pts                |
| 7e                    | Enric Mas             | Espagne               | Movistar Team          | 71 pts                |
| 8e                    | Kaden Groves          | Australie             | BikeExchange-Jayco     | 60 pts                |
| 9e                    | Pascal Ackermann      | Allemagne             | UAE Team Emirates      | 56 pts                |
| 10e                   | Tim Merlier           | Belgique              | Alpecin-Deceuninck     | 56 pts                |

| Classement par points | Classement par points | Classement par points | Classement par points  | Classement par points |
| Coureur               | Coureur               | Pays                  | Équipe                 | Points                |
| --------------------- | --------------------- | --------------------- | ---------------------- | --------------------- |
| 1er                   | Mads Pedersen         | Danemark              | Trek-Segafredo         | 267 pts               |
| 2e                    | Primož Roglič         | Slovénie              | Jumbo-Visma            | 96 pts                |
| 3e                    | Marc Soler            | Espagne               | UAE Team Emirates      | 96 pts                |
| 4e                    | Fred Wright           | Royaume-Uni           | Bahrain Victorious     | 96 pts                |
| 5e                    | Remco Evenepoel       | Belgique              | Quick-Step Alpha Vinyl | 94 pts                |
| 6e                    | Samuele Battistella   | Italie                | Astana Qazaqstan Team  | 91 pts                |
| 7e                    | Enric Mas             | Espagne               | Movistar Team          | 71 pts                |
| 8e                    | Kaden Groves          | Australie             | BikeExchange-Jayco     | 60 pts                |
| 9e                    | Pascal Ackermann      | Allemagne             | UAE Team Emirates      | 56 pts                |
| 10e                   | Tim Merlier           | Belgique              | Alpecin-Deceuninck     | 56 pts                |

| Classement de la montagne | Classement de la montagne | Classement de la montagne | Classement de la montagne          | Classement de la montagne |
| Coureur                   | Coureur                   | Pays                      | Équipe                             | Points                    |
| ------------------------- | ------------------------- | ------------------------- | ---------------------------------- | ------------------------- |
| 1er                       | Jay Vine                  | Australie                 | Alpecin-Deceuninck                 | 40 pts                    |
| 2e                        | Richard Carapaz           | Équateur                  | Ineos Grenadiers                   | 26 pts                    |
| 3e                        | Robert Stannard           | Australie                 | Alpecin-Deceuninck                 | 21 pts                    |
| 4e                        | Marc Soler                | Espagne                   | UAE Team Emirates                  | 20 pts                    |
| 5e                        | Jimmy Janssens            | Belgique                  | Alpecin-Deceuninck                 | 17 pts                    |
| 6e                        | Thibaut Pinot             | France                    | Groupama-FDJ                       | 12 pts                    |
| 7e                        | Rubén Fernández           | Espagne                   | Cofidis                            | 11 pts                    |
| 8e                        | Louis Meintjes            | Afrique du Sud            | Intermarché-Wanty-Gobert Matériaux | 10 pts                    |
| 9e                        | Jesús Herrada             | Espagne                   | Cofidis                            | 10 pts                    |
| 10e                       | Remco Evenepoel           | Belgique                  | Quick-Step Alpha Vinyl             | 9 pts                     |

| Classement de la montagne | Classement de la montagne | Classement de la montagne | Classement de la montagne          | Classement de la montagne |
| Coureur                   | Coureur                   | Pays                      | Équipe                             | Points                    |
| ------------------------- | ------------------------- | ------------------------- | ---------------------------------- | ------------------------- |
| 1er                       | Jay Vine                  | Australie                 | Alpecin-Deceuninck                 | 40 pts                    |
| 2e                        | Richard Carapaz           | Équateur                  | Ineos Grenadiers                   | 26 pts                    |
| 3e                        | Robert Stannard           | Australie                 | Alpecin-Deceuninck                 | 21 pts                    |
| 4e                        | Marc Soler                | Espagne                   | UAE Team Emirates                  | 20 pts                    |
| 5e                        | Jimmy Janssens            | Belgique                  | Alpecin-Deceuninck                 | 17 pts                    |
| 6e                        | Thibaut Pinot             | France                    | Groupama-FDJ                       | 12 pts                    |
| 7e                        | Rubén Fernández           | Espagne                   | Cofidis                            | 11 pts                    |
| 8e                        | Louis Meintjes            | Afrique du Sud            | Intermarché-Wanty-Gobert Matériaux | 10 pts                    |
| 9e                        | Jesús Herrada             | Espagne                   | Cofidis                            | 10 pts                    |
| 10e                       | Remco Evenepoel           | Belgique                  | Quick-Step Alpha Vinyl             | 9 pts                     |

| Classement du meilleur jeune | Classement du meilleur jeune | Classement du meilleur jeune | Classement du meilleur jeune | Classement du meilleur jeune |
| Coureur                      | Coureur                      | Pays                         | Équipe                       | Temps                        |
| ---------------------------- | ---------------------------- | ---------------------------- | ---------------------------- | ---------------------------- |
| 1er                          | Remco Evenepoel              | Belgique                     | Quick-Step Alpha Vinyl       | 52 h 21 min 33 s             |
| 2e                           | Carlos Rodríguez             | Espagne                      | Ineos Grenadiers             | + 3 min 46 s                 |
| 3e                           | Juan Ayuso                   | Espagne                      | UAE Team Emirates            | + 4 min 53 s                 |
| 4e                           | João Almeida                 | Portugal                     | UAE Team Emirates            | + 6 min 49 s                 |
| 5e                           | Thymen Arensman              | Pays-Bas                     | Team DSM                     | + 9 min 14 s                 |
| 6e                           | Sergio Higuita               | Colombie                     | Bora-Hansgrohe               | + 34 min 04 s                |
| 7e                           | José Félix Parra             | Espagne                      | Equipo Kern Pharma           | + 34 min 32 s                |
| 8e                           | Gino Mäder                   | Suisse                       | Bahrain Victorious           | + 41 min 18 s                |
| 9e                           | Clément Champoussin          | France                       | AG2R Citroën Team            | + 41 min 31 s                |
| 10e                          | Edoardo Zambanini            | Italie                       | Bahrain Victorious           | + 50 min 09 s                |

| Classement du meilleur jeune | Classement du meilleur jeune | Classement du meilleur jeune | Classement du meilleur jeune | Classement du meilleur jeune |
| Coureur                      | Coureur                      | Pays                         | Équipe                       | Temps                        |
| ---------------------------- | ---------------------------- | ---------------------------- | ---------------------------- | ---------------------------- |
| 1er                          | Remco Evenepoel              | Belgique                     | Quick-Step Alpha Vinyl       | 52 h 21 min 33 s             |
| 2e                           | Carlos Rodríguez             | Espagne                      | Ineos Grenadiers             | + 3 min 46 s                 |
| 3e                           | Juan Ayuso                   | Espagne                      | UAE Team Emirates            | + 4 min 53 s                 |
| 4e                           | João Almeida                 | Portugal                     | UAE Team Emirates            | + 6 min 49 s                 |
| 5e                           | Thymen Arensman              | Pays-Bas                     | Team DSM                     | + 9 min 14 s                 |
| 6e                           | Sergio Higuita               | Colombie                     | Bora-Hansgrohe               | + 34 min 04 s                |
| 7e                           | José Félix Parra             | Espagne                      | Equipo Kern Pharma           | + 34 min 32 s                |
| 8e                           | Gino Mäder                   | Suisse                       | Bahrain Victorious           | + 41 min 18 s                |
| 9e                           | Clément Champoussin          | France                       | AG2R Citroën Team            | + 41 min 31 s                |
| 10e                          | Edoardo Zambanini            | Italie                       | Bahrain Victorious           | + 50 min 09 s                |

| Classement par équipes | Classement par équipes             | Classement par équipes | Classement par équipes |
| Équipe                 | Équipe                             | Pays                   | Temps                  |
| ---------------------- | ---------------------------------- | ---------------------- | ---------------------- |
| 1re                    | UAE Team Emirates                  | Émirats arabes unis    | 156 h 18 min 52 s      |
| 2e                     | Ineos Grenadiers                   | Royaume-Uni            | + 4 min 46 s           |
| 3e                     | Astana Qazaqstan Team              | Kazakhstan             | + 34 min 23 s          |
| 4e                     | Bora-Hansgrohe                     | Allemagne              | + 35 min 08 s          |
| 5e                     | Intermarché-Wanty-Gobert Matériaux | Belgique               | + 40 min 13 s          |
| 6e                     | Movistar Team                      | Espagne                | + 40 min 52 s          |
| 7e                     | Bahrain Victorious                 | Bahreïn                | + 43 min 19 s          |
| 8e                     | EF Education-EasyPost              | États-Unis             | + 44 min 45 s          |
| 9e                     | Jumbo-Visma                        | Pays-Bas               | + 1 h 02 min 51 s      |
| 10e                    | Burgos-BH                          | Espagne                | + 1 h 32 min 26 s      |

| Classement par équipes | Classement par équipes             | Classement par équipes | Classement par équipes |
| Équipe                 | Équipe                             | Pays                   | Temps                  |
| ---------------------- | ---------------------------------- | ---------------------- | ---------------------- |
| 1re                    | UAE Team Emirates                  | Émirats arabes unis    | 156 h 18 min 52 s      |
| 2e                     | Ineos Grenadiers                   | Royaume-Uni            | + 4 min 46 s           |
| 3e                     | Astana Qazaqstan Team              | Kazakhstan             | + 34 min 23 s          |
| 4e                     | Bora-Hansgrohe                     | Allemagne              | + 35 min 08 s          |
| 5e                     | Intermarché-Wanty-Gobert Matériaux | Belgique               | + 40 min 13 s          |
| 6e                     | Movistar Team                      | Espagne                | + 40 min 52 s          |
| 7e                     | Bahrain Victorious                 | Bahreïn                | + 43 min 19 s          |
| 8e                     | EF Education-EasyPost              | États-Unis             | + 44 min 45 s          |
| 9e                     | Jumbo-Visma                        | Pays-Bas               | + 1 h 02 min 51 s      |
| 10e                    | Burgos-BH                          | Espagne                | + 1 h 32 min 26 s      |

## Abandons
Un coureur quitte la Vuelta lors de la 14e étape :
- Kelland O'Brien (BikeExchange Jayco) : abandon